# 関西
関西（かんさい）は、日本の本州西部に位置する地方である。関東との対で生じた名称であり、歴史的には逢坂関や三関、あるいは箱根関以西の西日本を広く指す用語であった。一方で、現在では京都・大阪・神戸を中心とした都市圏である京阪神大都市圏とその周辺部を指すことが多い（府県単位としては大阪府・京都府・兵庫県・奈良県・和歌山県・滋賀県の2府4県が一般的である）。最も狭い範囲の場合、大阪とその周辺を指すこともある。

## 概要
平安時代初期の『続日本紀』で使用が確認できる「関東」に対して、「関西」という名称の使用が確認できる最初期の史料は平安時代後期の漢詩集『本朝無題詩』や鎌倉時代の歴史書『吾妻鏡』であり、その後も「関東」に比べると「関西」の使用はあまり多くなかった。これは現在「関西」と呼ばれる地域は日本の中心地だった時期が長く、「畿内」「五畿」「上方」などの名称が用いられたためである。
学校教育（文部科学省教育指導要項）や各種辞書などで2府5県（大阪府・京都府・兵庫県・奈良県・和歌山県・滋賀県・三重県）と明確に定義されている「近畿」と異なり、「関西」が指す範囲は時代や場面、文献によってまちまちであり、最も広義では西日本、最も狭義では京阪神を指す。現代においては大阪市や京都市を中心とした経済圏・文化圏を指す場合が多い。一般的には律令制における畿内を含む大阪府・京都府・兵庫県・奈良県の2府2県（逢坂関以西）を主として、和歌山県・滋賀県の2県を含む「関西2府4県」や、さらに三重県伊賀・東紀州や福井県嶺南（三関以西）などを含むものが見られる。
在阪テレビ局（テレビ大阪を除く）の広域放送エリア（近畿広域圏）としては2府4県（大阪府・京都府・兵庫県・奈良県・和歌山県・滋賀県）が対象地域であり、同一の経済圏や文化圏を構成していると言える。一方で辞書的には近畿地方の一つである三重県については、大阪と結びつきが強い県西部の伊賀地方などの一部地域を除いて県の大部分で愛知県名古屋市との関係性が強いため、経済圏としては中京圏（名古屋都市圏）に含まれている。テレビ放送においても在名テレビ局（テレビ愛知を除く）の広域放送（中京広域圏）は、愛知県・岐阜県・三重県の東海3県を対象としている。なお、前述の大阪と結びつきが強い一部地域では、区域外再送信によって在阪テレビ局の視聴も可能となっている。
「関西」と「近畿」が同義で使われる場合もあり、例えば大阪市に所在する経済産業省の出先機関は「近畿経済産業局」であるが、英称は "The Kansai Bureau of Economy, Trade and Industry (METI-KANSAI) " としている。これについては国際化が進展した平成以降、「近畿」（Kinki）が「変態の」等の意味を持つ英語の "kinky" に発音が似ていることから、「関西」（Kansai）の使用に拍車がかかった側面もある。

## 時代による概念の変遷

### 古代
古代律令制期、畿内を防御する目的で鈴鹿関（東海道伊勢国、現在の三重県亀山市）、不破関（東山道美濃国、現在の岐阜県関ケ原町）、愛発関（北陸道越前国、現在の福井県敦賀市）の三関が設置され、その東に位置する諸国が「関東」と呼ばれるようになったが、「関西」という概念は発生しなかった。朝廷の存在する畿内とその周辺は日本の中心であり、東も西もなかったためである。
平安時代に愛発関が廃止され、代わりに逢坂関（東山道近江国、現在の滋賀県大津市）が置かれると、逢坂関が「関東」と「関西」の境界となったが、「関西」という概念は依然として強く意識されることはなかった。

### 中世
朝廷と権力を二分する鎌倉幕府が成立すると、幕府を中心とする三河国・信濃国・越後国以東が「関東」と意識されるようになり、対して朝廷を中心とする西日本諸国が「関西」として意識されるようになった。ただし「関西」が指す範囲は一定ではなく、朝廷が直接統治権を及ぼす尾張国以西を指すこともあれば、従前どおり三関以西あるいは逢坂関以西を指すこともあった。

### 近世
江戸幕府が成立すると、幕府所在地の江戸を中心とする坂東8か国（関八州）が「関東」と認識されるようになり、それとともに「関西」は大坂・京都を中心とする上方諸国と認識されるようになった。しかし、「関西」の指す範囲はやはり大まかなものであり、場面によって上方諸国、畿内諸国、逢坂関以西、三関以西、箱根関以西などと使い分けられた。なお、「上方」が指す範囲も同様に一定ではなかった（詳細は上方を参照）。

### 近代・現代

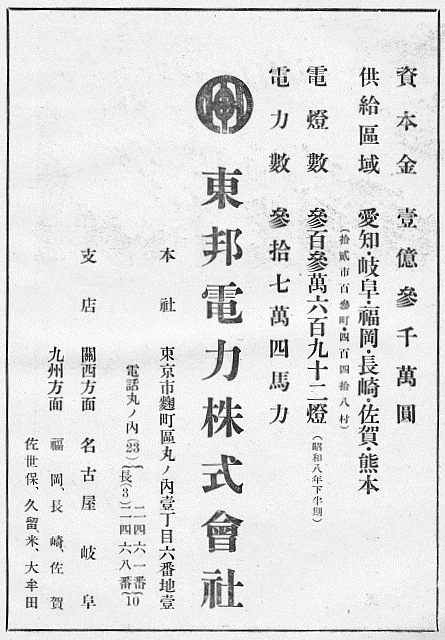
1930年代の東邦電力の広告。名古屋・岐阜を指して「関西方面」と表現している。

現在の「関西」という概念は、明治維新による東京奠都以後（特に大正末期・昭和初期以降）になって「畿内」や「上方」に代わる用語として醸成された。学会では、皇居の東京移転によって皇居所在地を意味する「上方」に語弊が生じたため、上方方面を意味する用語として、明治政府が積極的に普及させたとの歴史が研究発表されている。なお、「近畿」という用語およびその範囲が定着するのも明治以降であり、1903年に地理の第一期国定教科書内で使用されたことを契機とする。
明治以降は、江戸時代以前と比べて「関西」が指す範囲は固定化され、京阪神とその周辺地域を指すことがほとんどとなった。もっとも、岡山県岡山市の学校法人関西学園関西高等学校（1894年より「関西」の名を使用）や、東海・北陸で刊行された医学雑誌『関西医界時報』（1912年～1964年）のように、明治以降にも京阪神周辺以外の地域を指して「関西」を用いた例は存在する。

## 「関西」を冠する組織など
「関西」で始まるページの一覧を参照。
- 関西経済連合会 - 関西を代表する大企業の代表者が歴代会長を務める。
- 関西電力 - 大阪府大阪市に本店を置く大手電力事業者。
- 関西国際空港（関空） - 大阪府泉佐野市に所在する国際空港。
- 関西テレビ放送（カンテレ） - 大阪府大阪市に本社を置く準キー局。近畿広域圏を放送対象地域としてテレビジョン放送を行う。
- ラジオ関西 - 兵庫県を対象エリアとする独立系ラジオ放送。
- 関西文化学術研究都市（けいはんな学研都市） - 大阪府、京都府、奈良県にまたがる京阪奈丘陵に位置する広域学研都市。
- 国立国会図書館関西館 -  京都府相楽郡精華町にある国立国会図書館。
- 関西大学（関大） - 大阪府吹田市に本部を置く私立大学。関関同立の一角。
- 関西学院大学（関学） - 兵庫県西宮市に本部を置く私立大学。関関同立の一角。「かんせい（くゎんせい）」と読む。
- 関西外国語大学 - 大阪府枚方市に本部を置く私立大学。
- 関西医科大学 -  大阪府枚方市に本部を置く医療系の私立大学。
- 関西鉄道 - 明治時代に三重県四日市市で設立された鉄道会社。現在の関西本線（JR難波駅 - 名古屋駅）などの前身。読みは「かんせい」と「かんさい」が混在していた。
- 関西広域連合 - 行政機構。三重県を除く近畿2府4県に鳥取県と徳島県を加えた8府県が参加[15]。なお、近畿ブロック知事会には三重県と福井県を含む10府県の知事が参加している。
- 関西ラグビーフットボール協会 - 中部地方から西全体を統括している。
- 関西電気 - 名古屋市に本店を置いた第二次世界大戦前の大手電力会社。のちに本店を東京に移転するとともに東邦電力に商号変更した。
- 関西電気保安協会